# 林信雄
林 信雄（はやし のぶお、明治30年（1897年）4月8日 - 昭和39年（1964年）12月12日）は、日本の医学者、医学博士（千葉医科大学）。放射線による内科的診断・放射線医学の先駆者。従五位・勲四等・旭日小綬章。 山形県鶴岡市出身。

## 略歴
- 1897年4月8日、新士町（現・鶴岡市神明町）に、林光朝の子として生まれる。
- 1915年、荘内中学校（現・山形県立鶴岡南高等学校）を卒業する。
- 1919年、千葉医学専門学校（現・千葉大学医学部）を卒業し、県立千葉病院に勤務する。
- 1923年、名古屋市愛知理学療養所所長に就任する。
- 1926年、千葉医科大学に助手として勤務する。
- 1929年、千葉医科大学附属病院医学療法科を兼務する。
- 1930年4月17日、医学博士号（千葉医科大学）取得する。
- 1933年、千葉医科大学講師を経て、市立横須賀病院内科医長に就任する。
- 1941年、同病院放射線科医長に就任する。
- 1954年、全国肢体不自由児父母の会の役員となる。
- 1962年、放射線障害により左腕を切断する。胃癌を発病する。
- 1964年12月12日、千葉大学病院にて死去する。享年67。戒名は「謙徳院仁誉博道信雄居士」

## 叙位・叙勲
- 1964年12月11日 - 勲四等旭日小綬章
- 1964年12月12日 - 従五位

## 博士論文
- 『3-アスチールの中枢神経系に及ぼす薬理作用 -猫に於ける一般作用並に其の部位的考察に就て-』 1930年4月17日 千葉医科大学

## 参考資料
- 『官報』1964年12月14日 本紙 11402 叙位・叙勲
- 『官報』1964年12月28日 本紙 11414 叙位・叙勲